# Kamenná (Šumperki járás)
Kamenná település Csehországban, Šumperki járásban. Kamenná Libina, Klopina, Nová Hradečná és Rohle településekkel határos. Lakosainak száma 498 fő (2024. január 1.).

## Népesség
A település lakosságának változását az alábbi diagram mutatja:
| Lakosok száma | 534  | 554  | 452  | 367  | 674  | 577  | 517  | 524  | 521  | 498  |
|               | 1869 | 1890 | 1921 | 1950 | 1980 | 2001 | 2017 | 2019 | 2022 | 2024 |